# ملجأ
الملجأ  هو مأوى محصن يستخدم لإيواء المدنيين أو العسكريين وتوفير الحماية لهم من من قنابل الطائرات أو قذائف المدفعية أو الهجمات الكيميائية. استخدمت الملاجئ على نطاق واسع في الحرب العالمية الأولى والحرب العالمية الثانية والحرب الباردة كمخابئ للأسلحة ومراكز للقيادة ومرافق للتخزين (في حال الحروب النووية).
- أنواع الملاجئ:[2]
  - الملاجئ العامة: وهي التي تقيمها الدولة لحماية السكان في الميادين والمرافق العامة.
  - الملاجئ الخاصة: وهي التي يقيمها صاحب البناء لتوفير الحماية لأسرته أو لشاغلي المبنى.
- تصنيف الملاجئ حسب موقع الإنشاء:[2]
  - الملاجئ الخارجية وهي أربعة أشكال:
    - ملاجئ تحت مستوى سطح الأرض.
    - ملاجئ فوق مستوى الأرض.
    - ملاجئ نصف سطحية.
    - الخندق المتعرج ويستعمل في الأماكن المفتوحة و أوقات الهروب.

  - الملاجئ الداخلية وهي ثلاث أشكال:
    - ملاجئ تحت مستوى الأرض أو ضمن طوابق التسوية وتكون في المباني الرئيسية الخطيرة.
    - ملاجئ فوق مستوى الأرض أو ضمن المبنى في الطابق الأول وهذه تكون في المناطق الصخرية القاسية ويكون إنشاء الملجئ فيها مكلفا.
    - ملاجئ نصف سطحية ويتم إنشاؤها في المناطق المنحدرة حيث تكون أجزاء من الملجأ مكشوفة.

## وصلات خارجية
- BunkerBlog: All about German fortifications 1933-1945
- Bunkersite.com: About bunkers built by the Germans during 1933-1945 in the whole of Europe